# Luci Valeri Publícola
Luci Valeri Publícola (en llatí Lucius Valerius Volusi F. Publicola) va ser tribú amb potestat consular cinc vegades: el 394 aC, el 389 aC, el 387 aC, el 383 aC i el 380 aC. Formava part de la gens Valèria i portava el sobrenom de Publícola.